# Сюнан
Сюнан (яп. 周南市 Сю:нан-си) — город в Японии, находящийся в префектуре Ямагути. Площадь города составляет 656,32 км², население — 145 268 человек (1 августа 2014), плотность населения — 221,34 чел./км².

## Географическое положение
Город расположен на острове Хонсю в префектуре Ямагути региона Тюгоку. С ним граничат города Ямагути, Кудамацу, Хикари, Хофу, Ивакуни и посёлок Йосика.

## Население
Население города составляет 145 268 человек (1 августа 2014), а плотность — 221,34 чел./км². Изменение численности населения с 1980 по 2005 годы:
| 1980 | 166 318 чел. |  |
| 1985 | 167 302 чел. |  |
| 1990 | 164 594 чел. |  |
| 1995 | 161 562 чел. |  |
| 2000 | 157 383 чел. |  |
| 2005 | 152 387 чел. |  |

## Символика
Деревом города считается коричник камфорный, цветком — шалфей сверкающий.